# Chilkana Sultanpur
Chilkana Sultanpur is een nagar panchayat (plaats) in het district Saharanpur van de Indiase staat Uttar Pradesh. 

## Demografie
Volgens de Indiase volkstelling van 2001 wonen er 16.110 mensen in Chilkana Sultanpur, waarvan 53% mannelijk en 47% vrouwelijk is. De plaats heeft een alfabetiseringsgraad van 41%. 